# Kelomat

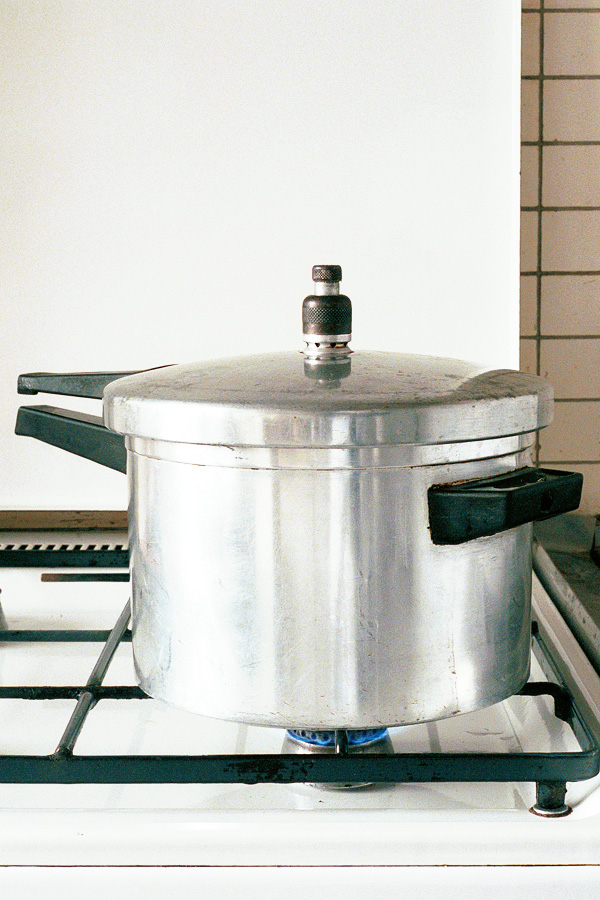
Kelomat Modell 2

Kelomat ist der Markenname eines Schnellkochtopfes in Österreich.

## Geschichte
Das Unternehmen Gruber & Kaja im oberösterreichischen Traun hat ihn entwickelt und ab 1948 produziert. Der Name wurde in Österreich zum Synonym für einen Schnellkochtopf. Ursprünglich aus Aluminium hergestellt, wurde der Kochtopf ab den 1980er Jahren wie auch jene des Mitbewerbs aus Edelstahl erzeugt. Die Produktion war in  Rohrbach an der Gölsen in Niederösterreich.
2001 zog sich Gruber & Kaja aufs Kerngeschäft der Druckgusserzeugung für die Autozulieferindustrie zurück und verkaufte die Kelomat-Markenrechte an den neuen Erzeuger, Riess Kelomat GmbH im niederösterreichischen Ybbsitz. Riess Kelomat ist bereits über 450 Jahre in der metallverarbeitenden Industrie tätig und zählt zu den ältesten Unternehmen Österreichs.
Kelomats werden in unterschiedlichen Volumensgrößen angeboten. Insbesondere gibt es unterschiedliche Höhen, die mit einem Deckel des gleichen Durchmessers versehen werden können. Eine Marke zeigt den Winkel an, bei dem das Bajonett zusammengesetzt werden kann. Eine Rechtsdrehung des Deckels um etwa 30° renkt den Bajonettverschluss vollständig ein.
Die im Deckel vom Nutzer einzusetzende Dichtlippe aus Elastomer hat eine Sicherheitsfunktion. Sollte das zentral im Deckel eingeschraubte Federventil klemmen oder verlegt sein, so kann ab einem höheren Ansprechdruck die Dichtlippe an einem Teil des Umfangs, wo der Topf einen etwas niedriger gefrästen Rand aufweist, nach außen klappen und großzügig Dampf entlassen um ein Platzen des Topfs zu vermeiden.
Unter dem Markennamen Kelomat werden heute neben Kochgeschirren auch Messer und viele andere Küchenutensilien angeboten.